# Маршмелоу тест
Маршмелоу тестът (на английски: Marshmallow test) или Станфордският маршмелоу експеримент (Stanford mashmallow experiment) е изследване на отложеното във времето възнаграждение, проведено през 1972 година от американския психолог Уолтър Мишел (на немски Валтер Мишел]], професор в Станфордския университет.
В изследването група малки деца биват поставени пред избор между следните две алтернативи: или да получат една малка награда на момента, или да получат двойно количество от наградата, за което обаче трябва да изчакат някакъв период от време – около 15 минути, без да се отдават на изкушението. В този период изследователят напуска стаята и оставя детето само с наградата. В зависимост от предпочитанията на децата наградите биват бонбон маршмелоу или брецел.
В последващи изследвания учените откриват, че се проявява тенденцията децата, които като малки са имали търпението да изчакат по-дълго време, за да получат желаното по-голямо възнаграждение, да са били по-успешни в живота, съдено по резултатите им от SAT (на англ. Standardised Assessment Tests, стандартизирани тестове за оценяване) тестове, образователните им постижения, индекса на телесната маса и други показатели на качеството на живота.
През 2020 година на български език излиза книгата на Уолтър Мишел „Тестът Маршмелоу“, в превод на Людмила Андреева, от издателство „Изток-Запад“.